# Wallace Jones (basket-ball)
Pour les articles homonymes, voir Wallace Jones (homonymie) et Jones.
Wallace Clayton « Wah Wah » Jones, né le 14 juillet 1926 à Harlan, dans le Kentucky et mort le 27 juillet 2014, est un joueur et entraîneur américain de basket-ball. Il évolue au poste d'ailier fort. 

## Palmarès
- Champion olympique 1948
- Champion NCAA 1948, 1949